# زیوه (انگوت)
زیوه، شهری در بخش دره‌رود شهرستان انگوت در استان اردبیل ایران است. این شهر، مرکز بخش دره‌رود است.
فاصله این شهر تا مرکز شهرستان (انگوت)، برابر با ۲۵ کیلومتر و از مرکز استان (اردبیل)، برابر با ۱۳۵ کیلومتر می‌باشد.

## مردم‌شناسی
مردم این شهر به زبان ترکی آذربایجانی صحبت می‌کنند و معتقد به دین اسلام و از مذهب شیعه می‌باشند.

## اقتصاد
شغل اغلب مردم کشاورزی و دامپروری است اما به علت قرار داشتن در مسیر اصلی اردبیل-مشکین شهر-پارس‌آباد خدمات و تجارت نیز در آن رو به رونق می‌باشد. صنایع دستی خانگی مانند قالی بافی، گلیم بافی و جاجیم بافی اگر چه از رونق سابق افتاده است اما همچنان وجود دارد.
محصولات کشاورزی عمده آن شامل غلات، حبوبات و علوفه می‌باشد تولید میوه و صیفی جات نیز به مقدار محدود در آن انجام می‌شود.

## جمعیت
بر پایه سرشماری عمومی نفوس و مسکن در سال ۱۳۹۵، جمعیت شهر زیوه برابر با ۱٬۴۱۲ نفر (۳۷۵ خانوار) بوده است.